# Johann Joseph Griset de Forell
Johann Joseph (Jean) Griset de Forell (* 6. September 1741 in Freiburg im Üechtland; † 1. Dezember 1820 in Freiburg) war Hauptmann der Schweizergarde in Kursachsen sowie kursächsischer General der Infanterie und Prinzenerzieher.

## Herkunft
Seine Eltern waren der Landvogt von Bulle Nicolas Griset de Forell (* 1707) und dessen Ehefrau Madeleine Maillard (* 1714). Der Malteser Ritter und sächsische Minister Joseph Griset de Forell (1701–1786) war sein Onkel.

## Leben
Er besuchte zunächst das Lyceum Louis-le-Grand in Paris. Anschließend ging er in französische Dienste und diente bis 1765 im Regiment Boccard. Er nahm von 1757 bis 1760 in Deutschland an den Kämpfen des Siebenjährigen Krieges teil, im November 1760 wechselte er als Leutnant zu den Cent-suisses.
Im Frühjahr 1766 quittierte er seinen Dienst, um im November 1766 in sächsische Dienste zu wechseln. Dort wurde er zunächst als Kammerherr und Oberst übernommen. Am 17. Januar 1869 wurde er dann Hauptmann der Schweizergarde.
Bereits 1766 wurde er zum Freiherren (Baron) ernannt und 1769 wurde er als Erzieher des künftigen Kurfürsten Friedrich August III. an den Dresdener Hof geholt. Dort war er ab September 1803 auch für dessen Brüder und Neffen zuständig. Dazu wurde er am 9. Februar 1784 zum  Generalmajor, am 24. Dezember 1790 zum  Generalleutnant und am 4. Mai 1799 zum General der Infanterie ernannt. Forell war in Sachsen auch Mitglied des Kriegsrats. Um 1809 wurde er Ritter des Ordens der Rauten-Krone.
Außerdem war er Kammerherr und persönlicher Berater des Kurfürsten Friedrich August III. während der Napoleonischen Kriege. Als Friedrich August I. wurde dieser 1806 König von Sachsen und nach der Niederlage der Franzosen 1815 riet Forell dem König, eher die Demission zu wählen als die Teilung des Königreiches Sachsen durch den Wiener Kongress zu akzeptieren.
Nach dem Ende der Kriege kehrte Forell 1816 in die Schweiz zurück. Er wurde Ehrenmitglied des Rats der Zweihundert in Freiburg und protestierte gegen die Härte der patriziatischen Regierung und die Strenge der religiösen Erziehung.

## Familie
Forell heiratete am 13. April 1785 in Dresden Amelia von Stein, Tochter von Dominique Wolfgang von Stein und Caroline Chrètienne von Berlepsch. Das Paar hatte wenigstens einen Sohn:
- Charles (1787–1860) ⚭ Marie Albertine Catherine de Boccard (1790–1836)